# Friedhof Kirchweyhe
Der Friedhof Kirchweyhe liegt in Kirchweyhe, einem Ortsteil der Gemeinde Weyhe im niedersächsischen Landkreis Diepholz. Es ist der Begräbnisplatz für die Verstorbenen aus den Weyher Ortsteilen Kirchweyhe, Sudweyhe, Dreye, Jeebel und Lahausen.

## Beschreibung
Der maximal etwa 265 Meter lange und maximal etwa 255 Meter breite Friedhof liegt am nordöstlichen Ortsrand von Kirchweyhe an der Kirchweyher Str. 4 e südwestlich der evangelisch-lutherischen Felicianuskirche.

## Geschichte
Vorgänger-Friedhof war ein kirchlicher Friedhof rund um die Kirche, der 1865 aufgegeben wurde. Die Friedhofskapelle auf dem neuen kirchlichen Friedhof wurde 1969 errichtet, der Vorgängerbau stammte aus den 1920er-Jahren.

## Besonderes
In einer Anlage 20 Meter rechts vom Eingang ruhen insgesamt 26 Tote des Zweiten Weltkrieges und der nationalsozialistischen Gewaltherrschaft. Im Einzelnen sind dies 
- 19 junge deutsche Soldaten des SS-Btl 18 und anderer Einheiten,
- drei Zivilpersonen, die bei den Kämpfen um Kirch- und Sudweyhe am 9. und 10. April 1945 gefallen sind, und
- vier Zwangsarbeiter.

Eine Gedenktafel vor dem Gräberfeld erinnert an weitere vier aufgegebene Zwangsarbeitergräber.